# Warhammer: End Times — Vermintide
Warhammer: End Times — Vermintide — кооперативный экшен от первого лица, разработанный и изданный компанией Fatshark. Игра вышла 23 октября 2015 года на платформе Windows, а 4 октября 2016 года — на PlayStation 4 и Xbox One.

## Сюжет
Выбравшиеся из канализации скавены клана Фестер неожиданно напали на пограничный имперский город Убершрейк (в российской локализации — Юбершрайк) в провинции Рейкланд. Гарнизону не удалось сдержать натиск, и лишь несколько групп уцелевших пытаются организовать сопротивление.

## Игровой процесс
Игра является кооперативным шутером от первого лица и экшеном, действие которого происходит во вселенной Warhammer Fantasy Battle, эпохи Конца Времён. Игроки могут объединяться в команды из четырёх участников для борьбы с расой крысоподобных скавенов в городе Убершрейк. Игрокам доступны пять различных героев: волшебница огня, гном-следопыт, имперский солдат, охотник на ведьм, эльфийка-дозорная, каждый из которых имеет собственные способности и навыки. Оружие в игре бывает четырёх разных уровней, при этом в кузнице более слабое можно переплавлять в улучшенную версию, уже имеющим дополнительные свойства.
К концу каждого уровня игроки будут награждены добычей из различных предметов и оружия. (шанс получить ценную награду увеличивается при выполнении дополнительных требований миссии и использовании редких книг), а также очками опыта, позволяющими разблокировать новое оружие и бросить кости для получения более ценных предметов. Сама группа укрывается в старой таверне «Красная луна», где можно передохнуть между боями, подобрать подходящее снаряжение, улучшить оружие, после чего отправиться на выполнение разнообразных заданий на протяжении тринадцати уровней. Сам Убершрейк представляет собой несколько не связанных между собой локаций, на каждую из которых приходится по одному уровню.
Игровой дизайн похож на игру Left 4 Dead, где игроки для прохождения уровня вынуждены сообща противостоять ордам врагов. В Vermintide представлено несколько видов скавенов. Наиболее популярный вид легко убиваем, но его представители довольно часто нападают в условиях численного превосходства. Более элитарные подразделения имеют тяжёлую броню (патруль штормкрыс) или вооружены ядовитыми бомбами (глобадир). Искусственный интеллект является динамичным, вражеские юниты появляются без какого-либо алгоритма и последовательности, в то же время фиксировались случаи появления одинаковых составов врагов. Данная механика известна как «conflict director». Сюжет игры подаётся в реальном времени, медленно развиваясь по ходу игрового прогресса. Каждый персонаж имеет собственную индивидуальность и отношение к происходящему.

## Разработка
| Системные требования     | Системные требования                                          | Системные требования                                      |
| ------------------------ | ------------------------------------------------------------- | --------------------------------------------------------- |
|                          | Минимальные                                                   | Рекомендуемые                                             |
| Microsoft Windows, Linux |                                                               |                                                           |
| ОС                       | Windows 7 / 8 / 8.1 / 10 (64-bit)                             | Windows 7 / 8 / 8.1 / 10 (64-bit)                         |
| ЦПУ                      | Intel Core 2 Quad Q9500 2,83 ГГц/AMD Phenom II X4 940 3,0 ГГц | Intel Core i7-4790 3,6 ГГц/AMD FX-9590 4,7ГГц             |
| Объём ОЗУ                | 6.0 ГБ                                                        | 8.0 ГБ                                                    |
| Место на диске           | 30 ГБ                                                         | 30 ГБ                                                     |
| Видеокарта               | NVIDIA GeForce GTX 460 (1 GB) / AMD Radeon HD 5770 (1 GB))    | NVIDIA GeForce GTX 770 (2 GB) / AMD Radeon R9 290 (2 GB)) |
| Устройства ввода         | клавиатура, компьютерная мышь                                 | клавиатура, компьютерная мышь                             |

Замысел создать игру на основе Warhammer Fantasy появился у команды Fatshark ещё в 2004 году при игре в одноимённую настольную игру, но тогда у них не было достаточно людей. Коллектив существенно увеличился после закрытия игровой студии Amuze, ряд сотрудников которой присоединились к Fatshark. В начале 2013 году Fatshark обратилась к Games Workshop за лицензией на создание компьютерной игры на основе Warhammer, после получения которой началась её разработка.
Над игрой GW и Fatshark работали в формате тесного сотрудничества во избежание появления противоречий и в рамках уважения франшизы для сохранения «ощущения Warhammer». Для сохранения творческой свободы было решено самостоятельно издавать игру, над которой Fatshark впервые работала в полном составе и дольше, чем над своими прежними проектами.
При разработке игр Escape Dead Island и Krater студия пришла к выводу, что формат команды наиболее удобен в жанре многопользовательской игры с совместным геймплеем. Упор в Vermintide' сделан на совместное прохождение, большинство элементов игрового процесса были сосредоточены на создание приятного впечатления и повторное прохождение. Разработчики отмечали, что игра посвящена попытке пережить апокалипсис в эпоху Конца Времён. Из-за этого в неё были включены элементы из Left 4 Dead, где ради успеха игроки должны действовать совместно. Добыча выдаётся игрокам только после выполнения основных квестов, дабы не награждать игроков за их ошибки. Враги появляются в больших количествах ради кооперативной игры. Но несмотря на фокус на совместное прохождение, в игре отсутствуют классы типичных фентезийных персонажей вроде «лекарей». Fatshark решила назвать этих персонажей «героями», а не «классами».
Игровой процесс сочетает элементы ближнего и дальнего боя. Для предотвращения возможности игроков перескакивать уровни и одолевать каждого врага, разработчики внедрили ряд противников, вроде ряда элитных юнитов, встречи с которыми придётся избежать и ряд сегментов игры, которые игроки должны преодолеть в формате стелс. По задумке Fatshark тем самым игроки начнут обдумывать и планировать дальнейшие действия, а также действовать сообща.
5 февраля 2015 года игра была анонсирована с помощью трейлера. Игра вышла 23 октября 2015 года для платформы Microsoft Windows Релиз для PlayStation 4 и Xbox One состоялся 8 октября 2016 года

### Пост-релиз
3 декабря 2015 года Fatshark выпустили первое бесплатное дополнение «Sigmar’s Blessing», добавившее 40 новых видов оружия и новый уровень сложности Ветеран, а также храм Утешения, где можно получить жетоны спасения и оружие. 26 января 2016 г. вышел патч 1.1.5, позволивший перенастроить навыки и процент их активации за счёт жетонов спасения.
7 марта 2016 г. вышел патч 1.2 «Last Stand», внедрившее новый одноимённый игровой режим, где игроки сражаются с бесконечно появляющимися скавенами. Со временем волны противников становятся всё многочисленнее и сильнее, что повышает трудность дальнейшей борьбы. Игроки после уничтожения определённого числа волн награждаются бейджами. Вместе с данным бесплатным игровым режимом также был добавлен новый уровень Городское собрание и содержащийся на платном DLC The Fall.
26 мая Fatshark выпустил платное DLC «Drachenfels», внёсшее три новых игровых уровня и новые виды оружия для двух игровых персонажей.

## Отзывы
| Сводный рейтинг    | Сводный рейтинг                     |
| Агрегатор          | Оценка                              |
| ------------------ | ----------------------------------- |
| GameRankings       | 78,29 %                             |
| Metacritic         | PC: 79/100 PS4: 73/100 XONE: 77/100 |
| Иноязычные издания |                                     |
| Издание            | Оценка                              |
| Destructoid        | 7,5/10                              |
| Eurogamer          | Recommended                         |
| GameSpot           | 7/10                                |
| IGN                | 7/10                                |
| PC Gamer (US)      | 90/100                              |

Игра получила преимущественно положительные отзывы. Агрегатор рецензий Metacritic выставил следующие оценки различным версиям игры: ПК — 79 из 100, PS4 — 73, Xbox — 77.
Издание PC Gamer, получившее возможность сыграть в игру в рамках PAX Prime 2015, наградила её званием «Best game of PAX».
Режим совместного прохождения Vermintide получил хвалебные отзывы. Йен Бёрнбаум из PC Gamer назвал игру лучшим кооперативным мультиплеером со времён Left 4 Dead 2. По его словам необходимость оставаться вместе смогла успешно побудить игроков к сотрудничеству друг с другом. Дэн Уайтхед из «Eurogamer» при общей положительной оценке выразил разочарование, что разработчики не захотели рисковать ради формирования идентичности игры. Джо Парлок из Destructoid выразил схожую мысль, отметив схожесть игры с франшизой Left 4 Dead. Роб Закни из «IGN» посчитал, что Vermintide не смогла достигнуть высот серии Left 4 Dead и не вызывает напряжения при прохождении.
Высокую оценку получил игровой процесс. Бёрнбаум посчитал её более простой по сравнению с прошлыми играми Fatshark, но при этом назвал её одной из сильных сторон игры, ибо тем самым повышается «solidity» боевой системы. Также он отметил уникальность игровых персонажей, ни один из которых не является скучным. Парлок также одобрил пять игровых классов, чью силу посчитал очень сбалансированной. Уайтхед отметил весёлый характер игры и систему развития персонажей, дающую игрокам мотивацию для её дальнейшего прохождения. Закни выразился в том же духе, выделив, что тем самым игроки воодушевляются на повторное прохождение самых сложных миссий и участков игры. Скотт Баттерворт из GameSpot посчитал, что система развития также влияет на формулу совместного прохождения.
В то же время игра критиковалась за проблемы с балансом, баги, уровень искусственного интеллекта, сложностью отдельных карт и взаимодействием ряда улучшений с предметами.
К 11 ноября 2015 года было продано 300 тыс. копий игры. Fatshark анонсировали выпуск ряда DLC, первым из которых стало добавившее новые предметы Sigmar’s Blessing. 1 апреля 2016 года разработчики сообщили, что было продано 500 тыс. копий. К концу 2017 года было продано 2 млн копий, из которых на долю ПК пришлось свыше 1,3 млн. Летом 2018 года, благодаря уязвимости в защите Steam Web API, стало известно, что точное количество пользователей сервиса Steam, которые играли в игру хотя бы один раз, составляет 1 843 514 человек.

## Продолжение
В конце 2017 года стало известно о разработке продолжения игры, названного Warhammer: Vermintide 2. Релиз состоялся 8 марта 2018 года.